# Sportverein Meppen 1912 2018-2019
Questa voce raccoglie le informazioni riguardanti lo Sportverein Meppen 1912 nelle competizioni ufficiali della stagione 2018-2019.

## Stagione
Nella stagione 2018-2019 il Meppen, allenato da Christian Neidhart, concluse il campionato di 3. Liga al 13º posto.

## Rosa
| N. |                        | Ruolo | Calciatore         |
| -- | ---------------------- | ----- | ------------------ |
| 1  | Germania (bandiera)    | P     | Jeroen Gies        |
| 2  | Germania (bandiera)    | D     | Fabian Senninger   |
| 3  | Germania (bandiera)    | D     | Janik Jesgarzewski |
| 4  | Germania (bandiera)    | C     | Julian von Haacke  |
| 5  | Slovenia (bandiera)    | D     | Jovan Vidović      |
| 6  | Germania (bandiera)    | D     | Marco Komenda      |
| 7  | Afghanistan (bandiera) | D     | Hassan Amin        |
| 8  | Germania (bandiera)    | C     | Thilo Leugers      |
| 9  | Germania (bandiera)    | C     | Nico Granatowski   |
| 10 | Germania (bandiera)    | C     | Martin Wagner      |
| 11 | Polonia (bandiera)     | C     | Marcus Piossek     |
| 12 | Germania (bandiera)    | P     | Matthis Harsman    |
| 14 | Germania (bandiera)    | C     | Leon Demaj         |
| 15 | Germania (bandiera)    | D     | Markus Ballmert    |
| 16 | Germania (bandiera)    | C     | Jannik Hoormann    |

| N. |                     | Ruolo | Calciatore         |
| -- | ------------------- | ----- | ------------------ |
| 17 | Germania (bandiera) | C     | Max Kremer         |
| 18 | Germania (bandiera) | A     | Sven Goldschmidt   |
| 18 | Germania (bandiera) | A     | René Guder         |
| 19 | Germania (bandiera) | D     | Yannik Nuxoll      |
| 20 | Germania (bandiera) | A     | Marius Kleinsorge  |
| 21 | Germania (bandiera) | C     | Leonard Bredol     |
| 22 | Germania (bandiera) | D     | Steffen Puttkammer |
| 23 | Germania (bandiera) | C     | Luka Tankulić      |
| 24 | Germania (bandiera) | A     | Deniz Undav        |
| 25 | Germania (bandiera) | C     | Patrick Posipal    |
| 27 | Germania (bandiera) | D     | David Vržogić      |
| 31 | Germania (bandiera) | D     | Marcel Gebers      |
| 32 | Germania (bandiera) | P     | Erik Domaschke     |
| 33 | Germania (bandiera) | A     | Nick Proschwitz    |
| 38 | Germania (bandiera) | C     | Mirco Born         |

## Organigramma societario
Area tecnica
- Allenatore: Christian Neidhart
- Allenatore in seconda: Jouke Faber, Mario Neumann, Daniel Vehring
- Preparatore dei portieri: Richard Moes
- Preparatori atletici:

## Calciomercato

### Sessione estiva
| Acquisti | Acquisti          | Acquisti               | Acquisti |
| R.       | Nome              | da                     | Modalità |
| -------- | ----------------- | ---------------------- | -------- |
| C        | Julian von Haacke | Darmstadt              |          |
| D        | Hassan Amin       | Waldhof Mannheim       |          |
| C        | Mirco Born        | Sandhausen             |          |
| C        | Jannik Hoormann   | Meppen U19             |          |
| D        | Marco Komenda     | Borussia M'gladbach II |          |
| A        | Deniz Undav       | Eintracht Braunschweig |          |
| A        | Max Wegner        | Sportfreunde Lotte     |          |

| Cessioni | Cessioni            | Cessioni            | Cessioni |
| R.       | Nome                | a                   | Modalità |
| -------- | ------------------- | ------------------- | -------- |
| D        | Dennis Geiger       | Jeddeloh II         |          |
| C        | Mike-Steven Bähre   | Hannover 96         |          |
| D        | Fabian Cordes       | Blau-Weiß Papenburg |          |
| A        | Benjamin Girth      | Holstein Kiel       |          |
| C        | Menno Heerkes       | HHC                 |          |
| A        | Haris Hyseni        | Jahn Ratisbona      |          |
| C        | Marc-Julian Püschel | Meppen II           |          |
| C        | Devann Yao          | Meppen II           |          |

### Sessione invernale
| Acquisti | Acquisti       | Acquisti           | Acquisti |
| R.       | Nome           | da                 | Modalità |
| -------- | -------------- | ------------------ | -------- |
| C        | Marcus Piossek | Sportfreunde Lotte |          |
| A        | René Guder     | Wehen Wiesbaden    |          |

| Cessioni | Cessioni       | Cessioni         | Cessioni |
| R.       | Nome           | a                | Modalità |
| -------- | -------------- | ---------------- | -------- |
| C        | Thorben Deters | F. Düsseldorf II |          |
| A        | Max Wegner     | Rot-Weiss Essen  |          |

## Risultati

### 3. Liga

#### Girone di andata
| Lotte 30 luglio 2018, ore 19:00 CEST 1ª giornata | Sportfreunde Lotte | 0 – 0 referto | Meppen | FRIMO Stadion (6 098 spett.)\| Arbitro: \| Stegemann \| |
| Arbitro:                                         | Stegemann          |               |        |                                                         |

| Arbitro: | Welz |

|  |           |                       |
|  | Marcatori | 62’ Blacha 90’ Ouahim |

| Arbitro: | Rohde |

|                                     |           |                                  |
| Kefkir 52’ Dörfler 79’ Musculus 90’ | Marcatori | 16’ (aut.) Dorda 59’ Granatowski |

| Arbitro: | Börner |

|             |           |  |
| Leugers 83’ | Marcatori |  |

| Arbitro: | Bacher |

|                      |           |                 |
| Viteritti 14’ (rig.) | Marcatori | 90’ Granatowski |

| Arbitro: | Kempkes |

|                  |           |                                  |
| Bülow 90’ (aut.) | Marcatori | 8’ Königs 43’ Scherff 81’ Donkor |

| Arbitro: | Müller |

|                             |           |  |
| Andrist 61’ Kyereh 75’, 86’ | Marcatori |  |

| Arbitro: | Müller |

|                                      |           |                                       |
| Vidovič 32’ Undav 50’ von Haacke 53’ | Marcatori | 45’ Schimmer 46’ Porath 57’ Marseiler |

| Arbitro: | Lechner |

|                      |           |          |
| Ademi 45’ Gnaase 90’ | Marcatori | 5’ Undav |

| Arbitro: | Storks |

|                                                  |           |                     |
| Leugers 17’ Granatowski 41’ Undav 57’ Wagner 61’ | Marcatori | 85’, 88’ Fejzullahu |

| Arbitro: | Rafalski |

|          |           |  |
| Amin 41’ | Marcatori |  |

| Arbitro: | Waschitzki-Günther |

|             |           |  |
| Hercher 90’ | Marcatori |  |

| Arbitro: | Gasteier |

|                |           |                           |
| Proschwitz 90’ | Marcatori | 54’ Rühle 57’ Klingenburg |

| Arbitro: | Wollenweber |

|                    |           |                |
| Fetsch 13’ Mai 30’ | Marcatori | 90’ Proschwitz |

| Arbitro: | Stegemann |

|                                      |           |                                    |
| Proschwitz 81’ (rig.) Kleinsorge 82’ | Marcatori | 22’ Pourié 30’ Wanitzek 37’ Lorenz |

| Arbitro: | Schlager |

|                |           |                |
| Antonitsch 90’ | Marcatori | 29’ Proschwitz |

| Arbitro: | Müller |

|                                                        |           |  |
| Brandenburger 22’ (aut.) Kleinsorge 38’ Proschwitz 75’ | Marcatori |  |

| Arbitro: | Rafalski |

|                     |           |                          |
| Günther-Schmidt 30’ | Marcatori | 64’ Undav 87’ Kleinsorge |

| Arbitro: | Kempter |

|  |           |          |
|  | Marcatori | 21’ Zuck |

#### Girone di ritorno
| Arbitro: | Müller |

|                               |           |  |
| Proschwitz 29’ von Haacke 45’ | Marcatori |  |

| Arbitro: | Stieler |

|           |           |  |
| Girth 37’ | Marcatori |  |

| Arbitro: | Bacher |

|                                       |           |                       |
| Proschwitz 84’, 90’ (rig.) Kremer 88’ | Marcatori | 47’ Beister 73’ Osawe |

| Arbitro: | Lechner |

|             |           |                     |
| Andrist 42’ | Marcatori | 26’ Guder 90’ Undav |

| Arbitro: | Stegemann |

|                                 |           |  |
| Proschwitz 24’ Piossek 33’, 57’ | Marcatori |  |

| Arbitro: | Weickenmeier |

|  |           |                         |
|  | Marcatori | 51’ Komenda 62’ Leugers |

| Arbitro: | Wollenweber |

|           |           |            |
| Guder 27’ | Marcatori | 12’ Kyereh |

| Arbitro: | Kempter |

|  |           |            |
|  | Marcatori | 4’ Piossek |

| Arbitro: | Börner |

|                |           |            |
| Proschwitz 48’ | Marcatori | 25’ Gnaase |

| Arbitro: | Winter |

|                                              |           |  |
| Fürstner 42’ Pfitzner 48’ (rig.), 58’ (rig.) | Marcatori |  |

| Arbitro: | Weickenmeier |

|                      |           |  |
| Steinhart 32’ (rig.) | Marcatori |  |

| Arbitro: | Schultes |

|                     |           |          |
| Proschwitz 54’, 62’ | Marcatori | 45’ Baku |

| Arbitro: | Petersen |

|                |           |                |
| Klingenburg 3’ | Marcatori | 28’ Puttkammer |

| Arbitro: | Haslberger |

|  |           |                       |
|  | Marcatori | 3’ Ajani 10’ Pagliuca |

| Arbitro: | Börner |

|                            |           |                |
| Pourié 25’, 81’ Kobald 68’ | Marcatori | 17’ Proschwitz |

| Arbitro: | Hanslbauer |

|                       |           |  |
| Ballmert 2’ Undav 66’ | Marcatori |  |

| Arbitro: | Kampka |

|            |           |                   |
| Schiek 45’ | Marcatori | 70’ (aut.) Rehnen |

| Arbitro: | Osmanagic |

|  |           |             |
|  | Marcatori | 32’ Wolfram |

| Arbitro: | Börner |

|                                              |           |                               |
| Kühlwetter 8’, 16’ Hemlein 23’ Sickinger 34’ | Marcatori | 11’ Proschwitz 38’ Puttkammer |

## Statistiche

### Statistiche di squadra
| Competizione | Punti | In casa | In casa | In casa | In casa | In casa | In casa | In trasferta | In trasferta | In trasferta | In trasferta | In trasferta | In trasferta | Totale | Totale | Totale | Totale | Totale | Totale | DR |
| Competizione | Punti | G       | V       | N       | P       | Gf      | Gs      | G            | V            | N            | P            | Gf           | Gs           | G      | V      | N      | P      | Gf     | Gs     | DR |
| ------------ | ----- | ------- | ------- | ------- | ------- | ------- | ------- | ------------ | ------------ | ------------ | ------------ | ------------ | ------------ | ------ | ------ | ------ | ------ | ------ | ------ | -- |
| 3. Liga      | 47    | 19      | 9       | 3       | 7       | 30      | 24      | 19           | 4            | 5            | 10           | 18           | 29           | 38     | 13     | 8      | 17     | 48     | 53     | -5 |
| Totale       | 47    | 19      | 9       | 3       | 7       | 30      | 24      | 19           | 4            | 5            | 10           | 18           | 29           | 38     | 13     | 8      | 17     | 48     | 53     | -5 |

### Andamento in campionato
| Giornata  | 1  | 2  | 3  | 4  | 5  | 6  | 7  | 8  | 9  | 10 | 11 | 12 | 13 | 14 | 15 | 16 | 17 | 18 | 19 | 20 | 21 | 22 | 23 | 24 | 25 | 26 | 27 | 28 | 29 | 30 | 31 | 32 | 33 | 34 | 35 | 36 | 37 | 38 |
| --------- | -- | -- | -- | -- | -- | -- | -- | -- | -- | -- | -- | -- | -- | -- | -- | -- | -- | -- | -- | -- | -- | -- | -- | -- | -- | -- | -- | -- | -- | -- | -- | -- | -- | -- | -- | -- | -- | -- |
| Luogo     | T  | C  | T  | C  | T  | C  | T  | C  | T  | C  | C  | T  | C  | T  | C  | T  | C  | T  | C  | C  | T  | C  | T  | C  | T  | C  | T  | C  | T  | T  | C  | T  | C  | T  | C  | T  | C  | T  |
| Risultato | N  | P  | P  | V  | N  | P  | P  | N  | P  | V  | V  | P  | P  | P  | P  | N  | V  | V  | P  | V  | P  | V  | V  | V  | V  | N  | V  | N  | P  | P  | V  | N  | P  | P  | V  | N  | P  | P  |
| Posizione | 11 | 17 | 18 | 15 | 15 | 17 | 20 | 20 | 20 | 19 | 16 | 18 | 19 | 19 | 19 | 19 | 18 | 16 | 18 | 16 | 16 | 14 | 13 | 12 | 10 | 10 | 7  | 8  | 11 | 12 | 9  | 10 | 12 | 12 | 10 | 10 | 12 | 13 |

Legenda:

Luogo: C = Casa; T = Trasferta. Risultato: V = Vittoria; N = Pareggio; P = Sconfitta.

### Statistiche dei giocatori
| H. Amin         | 30 | 1  | 7  | 0 |
| M. Ballmert     | 20 | 1  | 2  | 0 |
| M. Born         | 8  | 0  | 0  | 0 |
| L. Bredol       | 0  | 0  | 0  | 0 |
| L. Demaj        | 2  | 0  | 0  | 0 |
| T. Deters       | 5  | 0  | 0  | 0 |
| E. Domaschke    | 32 | 0  | 2  | 0 |
| M. Gebers       | 0  | 0  | 0  | 0 |
| J. Gies         | 6  | 0  | 1  | 0 |
| S. Goldschmidt  | 0  | 0  | 0  | 0 |
| N. Granatowski  | 34 | 3  | 6  | 0 |
| R. Guder        | 17 | 2  | 1  | 0 |
| M. Harsman      | 0  | 0  | 0  | 0 |
| J. Hoormann     | 0  | 0  | 0  | 0 |
| J. Jesgarzewski | 27 | 0  | 4  | 0 |
| M. Kleinsorge   | 28 | 3  | 5  | 0 |
| M. Komenda      | 34 | 1  | 8  | 1 |
| M. Kremer       | 30 | 1  | 4  | 0 |
| T. Leugers      | 31 | 3  | 17 | 0 |
| Y. Nuxoll       | 0  | 0  | 0  | 0 |
| M. Piossek      | 15 | 3  | 2  | 0 |
| P. Posipal      | 5  | 0  | 2  | 1 |
| N. Proschwitz   | 27 | 14 | 1  | 0 |
| S. Puttkammer   | 26 | 2  | 9  | 0 |
| F. Senninger    | 0  | 0  | 0  | 0 |
| L. Tankulić     | 26 | 0  | 5  | 0 |
| D. Undav        | 35 | 6  | 6  | 0 |
| J. Vidovič      | 24 | 1  | 4  | 0 |
| D. Vržogić      | 10 | 0  | 2  | 1 |
| M. Wagner       | 30 | 1  | 4  | 0 |
| M. Wegner       | 10 | 0  | 2  | 0 |
| J. von Haacke   | 18 | 2  | 1  | 0 |